# Tangara velia
La tangara velia (Tangara velia), también denominada tangara lomiopalina (en Ecuador), tangará culiopalina (en Colombia), tángara diamante (en Colombia), tangara de lomo opalino (en Perú) o tángara tanagrella (en Venezuela), es una especie de ave paseriforme de la familia Thraupidae, perteneciente al numeroso género Tangara. Algunos autores sostienen que la subespecie T. velia cyanomelas se trata de una especie separada. Es nativa de América del Sur, en la cuenca amazónica, en el escudo guayanés y en el este de Brasil.

## Distribución y hábitat
Se distribuye en una inmensa área desde el sureste de Colombia, hacia el este por el sur y sureste de Venezuela, Guyana, Surinam y Guayana Francesa; hacia el sur por el sur de Colombia, este de Ecuador, este de Perú, la casi totalidad de la Amazonia brasileña (al este hasta Pará, al sur hasta Mato Grosso), hasta el noroeste de Bolivia. La subespecie T. velia cyanomelas se encuentra aislada en el litoral oriental de Brasil (desde Pernambuco hasta Espirito Santo).
Esta especie es considerada bastante común en sus hábitats naturales: el dosel y los bordes del bosque húmedo de terra firme, plantaciones con sombra y claros arbolados adyacentes, principalmente por debajo de los 600 m de altitud.

## Descripción
Mide entre 13 y 15 cm de longitud y pesa 19 g. Su plumaje es azul turquesa en la cara y las partes inferiores y negro en la corona, nuca las partes superiores y un collar en el cuello; el uropigio es amarillo; el centro del vientre es de color castaño.

## Comportamiento

### Alimentación
Es frugívora. Se alimenta de bayas, frutas y semillas y adicionalmente de insectos.

### Reproducción
Construye un nido en forma de cuenco con 9 cm de diámetro y 5 cm de profundidad. La hembra pone dos o tres huevos color gris blancuzco; el período de incubación dura 13 a 17 días y los polluelos abandonan el nido 15 a 16 días después de nacer.

## Sistemática

### Descripción original
La especie T. velia fue descrita por primera vez por el naturalista sueco Carlos Linneo en 1758 bajo el nombre científico Motacilla velia; su localidad tipo es: «Surinam».

### Etimología
El nombre genérico femenino Tangara deriva de la palabra en el idioma tupí «tangará», que significa «bailarín» y era utilizado originalmente para designar una variedad de aves de colorido brillante; y el nombre de la especie «velia, sin explicación por su autor, tal vez un error de grafía para la palabra latina «sialia» o para la palabra griega «elea»: pequeño pájaro mencionado por Aristóteles.

### Taxonomía

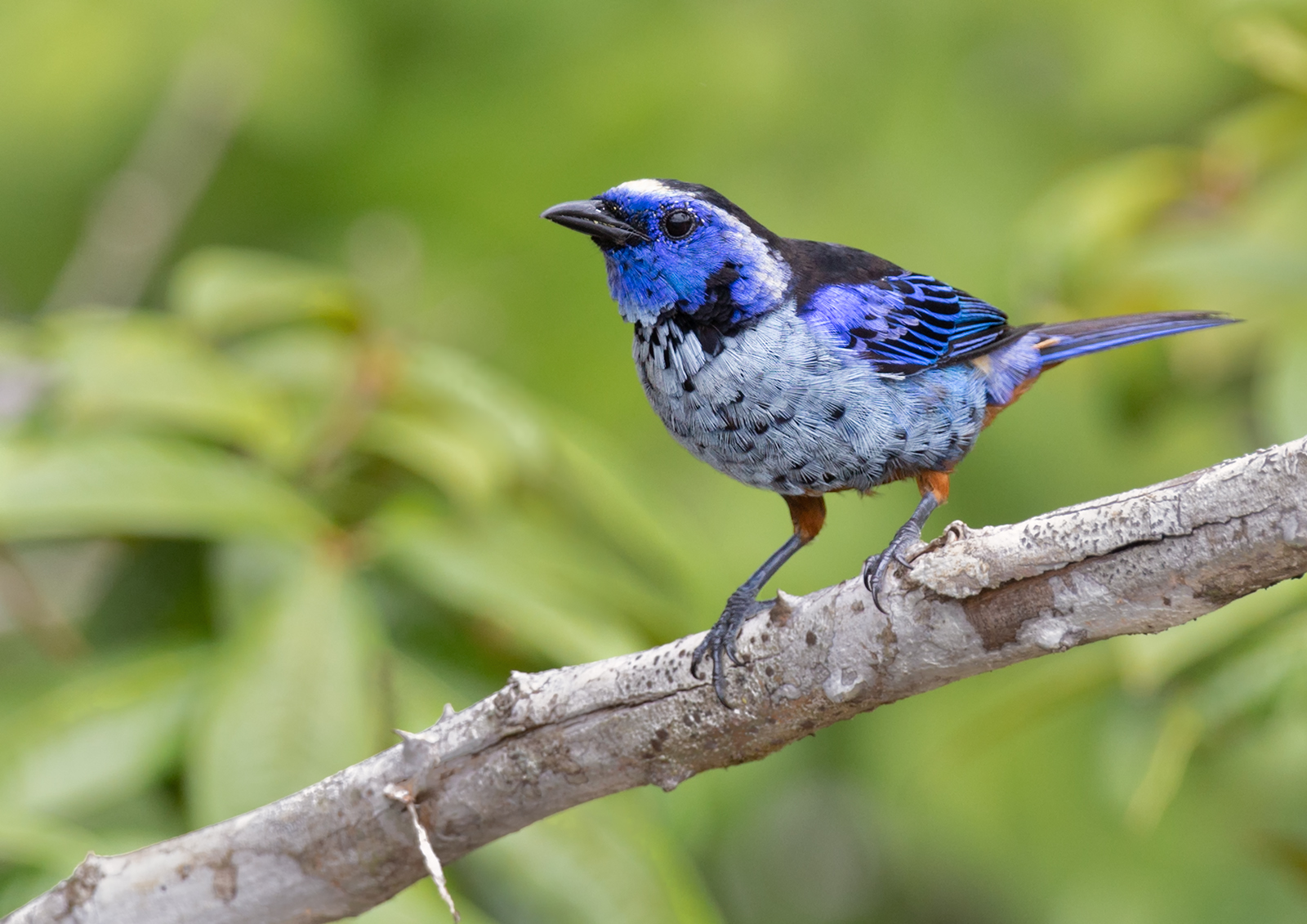
Tangara pechiplateada (Tangara cyanomelas).

A diferencia de las subespecies de la Amazonia, la tangara pechiplateada de la mata atlántica del este de Brasil, tiene el pecho azul claro con puntos oscuros y una pequeña mancha amarilla en la frente y es tradicionalmente tratada como la subespecie T. velia cyanomelas, sin embargo, las clasificaciones Aves del Mundo (HBW) y Birdlife International (BLI) así como el Comité Brasileño de Registros Ornitológicos (CBRO) la consideran una especie separada: Tangara cyanomelas. Esta separación no es seguida todavía por otras clasificaciones.
Los amplios estudios filogenéticos recientes demuestran que la presente especie es hermana de Tangara callophrys (ambas ya estuvieron colocadas en un género Tanagrella) y el par formado por ambas es hermano de Tangara chilensis.

### Subespecies
Según las clasificaciones del Congreso Ornitológico Internacional (IOC) y Clements Checklist/eBird v.2019 se reconocen cuatro subespecies, con su correspondiente distribución geográfica:
- Grupo politípico velia:
  - Tangara velia iridina (Hartlaub), 1841 – Colombia (a oriente de los Andes) hasta el norte de Bolivia y noroeste de Brasil.
  - Tangara velia velia (Linnaeus), 1758 – las Guayanas y norte de la Amazonia brasileña.
  - Tangara velia signata (Hellmayr), 1905 – este de la Amazonia brasileña (al sur del río Amazonas en Pará.

- Grupo monotípico cyanomelas:
  - Tangara velia cyanomelas (Wied-Neuwied), 1830 – litoral oriental de Brasil (desde Pernambuco a Espirito Santo).